# Pańszczyzna

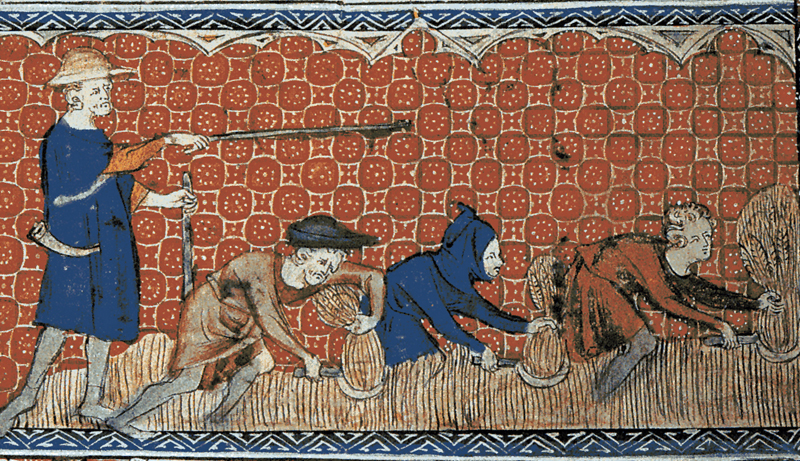
Prace polowe w średniowieczu, miniatura z epoki

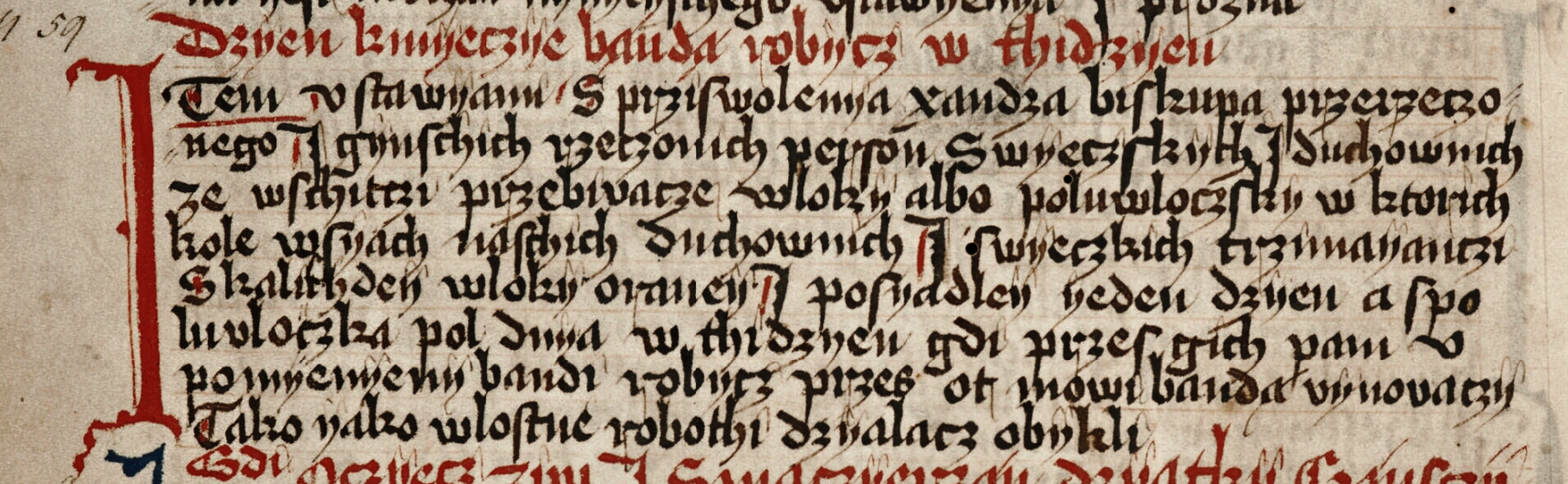
Artykuł statutu warszawskiego w 1421 roku o pańszczyźnie tygodniowej kmieci, rękopis w języku polskim w Kodeksie Świętosława z Wojcieszyna z 1449 roku

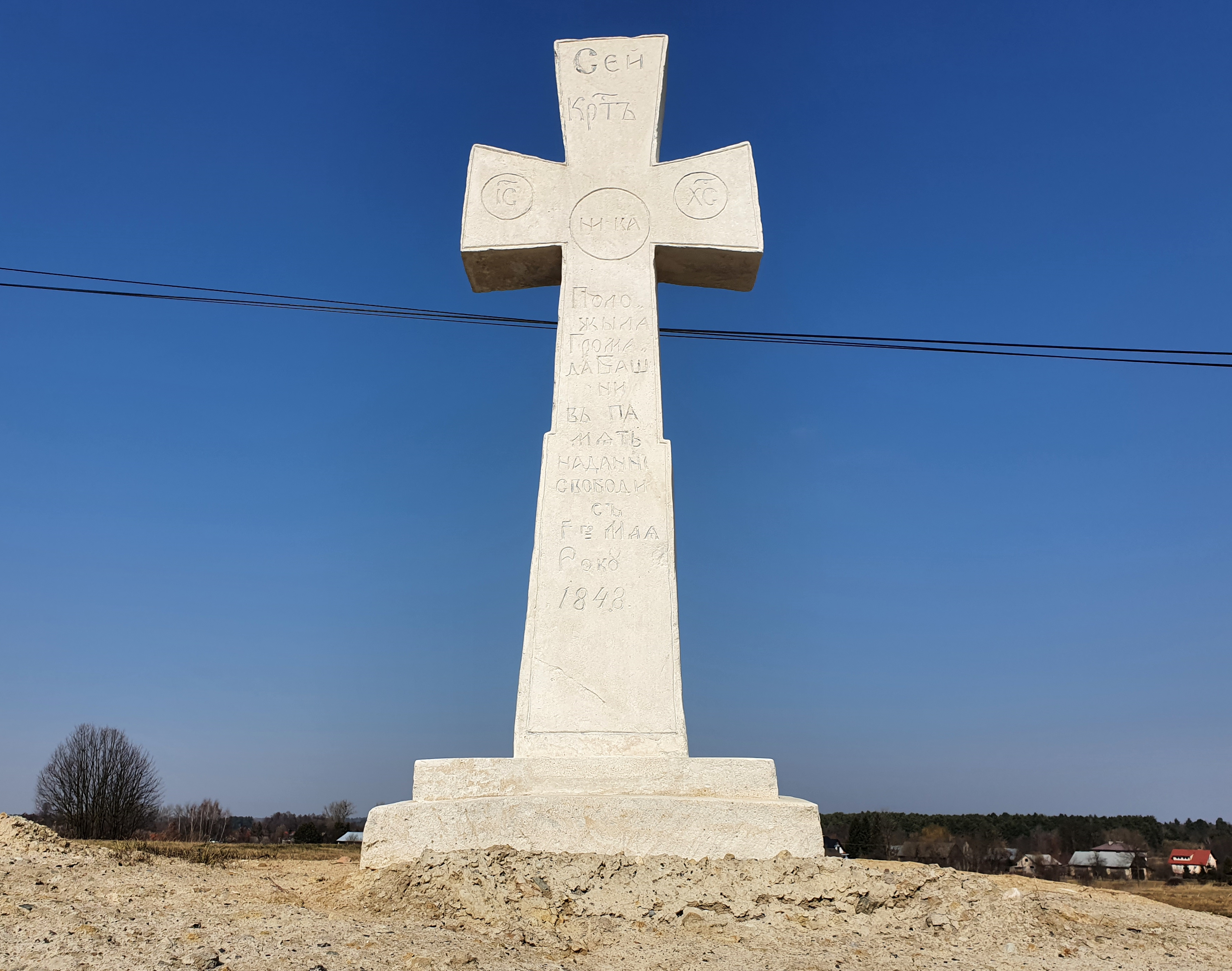
Pomnik w kształcie krzyża wzniesiony z inicjatywy galicyjskich chłopów w Baszni Dolnej upamiętniający zniesienie pańszczyzny w 1848 roku, w czasie panowania cesarza Ferdynanda I Habsburga. Napis na pomniku wykonany cyrylicą: Ten krzyż postawiła gromada Baszni na pamiątkę nadania swobody od 3 maja roku 1848.

Pańszczyzna (inaczej robocizna) – w okresie feudalizmu forma renty feudalnej świadczonej przez chłopów na rzecz właściciela ziemskiego, z tytułu jego zwierzchniego prawa własności do ziemi, w wymiarze ustalonym jednostronnie przez niego, bądź według norm zwyczajowych lub prawnych. Pierwotnie podstawą odrabiania pańszczyzny było posiadanie przez chłopów gospodarstw na ziemiach pańskich, później świadczenie wynikało z samego poddaństwa, na podstawie którego do odrabiania pańszczyzny zmuszono nawet chłopów nieposiadających ziemi. Dzień pracy pańszczyźnianej rozpoczynał się o świcie, a kończył o zmroku. W południe była przerwa, aby zjeść posiłek, który należało zabrać z domu. Na ziemiach polskich spóźnienie karano chłostą, zazwyczaj wymierzano 5 uderzeń kijem. Uzupełniająca konwencja w sprawie zniesienia niewolnictwa, handlu niewolnikami oraz instytucji i praktyk zbliżonych do niewolnictwa, podpisana 7 września 1956 roku w Genewie wymieniała pańszczyznę w ramach instytucji i praktyk zbliżonych do niewolnictwa. Pańszczyzna występowała też w ukrytej formie i wykonywana była w ramach: darmoch, powabów i najmu przymusowego. Z powodu wzrostu pańszczyzny do 6-7 dni w tygodniu, z absurdalnymi przypadkami w których chłop w ramach pańszczyzny musiał odpracować 12 pańszczyźnianych dniówek w tygodniu,  pod koniec XVIII wieku cesarz Józef II Habsburg ograniczył w monarchii Habsburgów Robotpatentem maksymalny wymiar pańszczyzny do 3 dni w tygodniu. 

## Pańszczyzna na świecie
Historia pańszczyzny sięga czasów starożytnych (Grecja, Rzym). W Europie zachodniej występowała już w VII wieku i wykształciła się w okresie feudalnym, po czym powoli zaczęła zamierać w wyniku przechodzenia na czynsz. Pańszczyzna była głównym czynnikiem powstania folwarku pańszczyźnianego, a zwiększanie ucisku pańszczyźnianego doprowadzało do zbiegostwa chłopów i buntów chłopskich na terenie całej Europy.
Oprócz powstań zbrojnych pańszczyzna powodowała opór chłopski, a sama wieść o ukazie znoszącym pańszczyznę miała wpływ na to, że chłopi na terenie całego Królestwa Polskiego przestali odrabiać pańszczyznę. Bunty na tym tle wybuchały od początku XIX wieku i bardzo często były tłumione przy użyciu wojska. Przykładowo w Rosji w 1859 roku doszło do 91 buntów w 33 guberniach. W 26 przypadkach do stłumienia oporu musiano użyć wojska.
Pańszczyzna mogła być wyrażana w różnych formach i mogła dotyczyć nie tylko stanu chłopskiego, trudniącego się rolnictwem, ale również ludzi z innego stanu – jak mieszczaństwo.
Dochodziło oprócz tego do sytuacji, w której bogaty chłop wydzierżawiał kawałek swojej ziemi bezrolnemu chałupnikowi albo komornikowi w zamian za świadczenia pańszczyźniane lub czynszowo-pańszczyźniane.
Pańszczyznę należy odróżnić od szarwarku. Współcześnie pańszczyzna jest pejoratywnym określeniem sytuacji, gdy pracownik pracuje po godzinach bez żadnych dodatków, ponieważ boi się utraty pracy. Według Jana Sowy istotną różnicą między pańszczyzną a niewolnictwem jest to, że w niewolnictwie ludźmi handlowano indywidualnie, a w przypadku pańszczyzny handel prowadzono hurtowo sprzedając całe wsie wraz z przypisanymi do nich chłopskimi rodzinami.
Przeciwnikami pańszczyzny byli w Czechach taboryci, a w Polsce bracia polscy. 
Pańszczyzna zaczęła zanikać w Europie od XIV wieku, ale utrzymywała się na niektórych terytoriach, m.in. w środkowej Europie do XIX wieku.
- 1811–1850 – zniesienie pańszczyzny w Prusach[21].
- 1848 r. – zniesienie pańszczyzny w Austrii.
- 1861 r. – zniesienie pańszczyzny w Rosji[a][22][23]. W Królestwie Polskim na mocy ukazu carskiego z 4 (16) maja 1861 r. chłopi począwszy od 19 września (1 października) 1861 roku otrzymali prawo zamiany swojej pańszczyzny na tzw. okup prawny[24].
- 1864 r. – zniesienie pańszczyzny w Królestwie Polskim[24]. Wszelkie powinności pańszczyźniane uległy likwidacji z dniem 15 kwietnia 1864 roku[25].
- 1931 r. – zniesienie pańszczyzny (stosunków żelarskich) w południowej Polsce (Spisz)[26]

## Pańszczyzna w Polsce
W 1816 r. pańszczyzna została zniesiona na obszarze Towarzystwa Rolniczego Hrubieszowskiego założonego przez Stanisława Staszica. Projekt zniesienia pańszczyzny na całym obszarze Królestwa Polskiego złożył w 1830 r. w sejmie Królestwa Polskiego Jan Olrych Szaniecki. Projekt jednak został odrzucony przez posłów.

## Prawo międzynarodowe
Konwencja w sprawie niewolnictwa z 1926 w art. 5 zobowiązuje strony by praca przymusowa lub obowiązkowa nie pociągała za sobą warunków równoznacznych z niewolnictwem i by była wymagana tylko dla celów publicznych, tam gdzie istnieje dla innych celów powinna zostać zniesiona, a póki istnieje będzie ona stosowana tylko wyjątkowo, za odpowiednim wynagrodzeniem i pod warunkiem, że nie pociągnie za sobą zmiany zwykłego miejsca zamieszkania.
Konwencja Genewska z 1956 zalicza pańszczyznę do instytucji i praktyk zbliżonych do niewolnictwa, definiując ją jako stan lub sytuację dzierżawcy, który na mocy prawa, zwyczaju lub porozumienia jest zobowiązany mieszkać i pracować na ziemi stanowiącej własność innej osoby oraz wykonywać pewne określone usługi na rzecz danej osoby niezależnie od tego, czy czynności takie byłyby odpłatne, czy też nie, oraz jest pozbawiony wolności przeprowadzenia zmiany swego stanu. Konwencja zobowiązuje państwa-strony do całkowitego zniesienia lub uchylenia takich instytucji i praktyk.
Międzynarodowa Organizacja Pracy w art. 3 Konwencji Nr 182 zalicza pańszczyznę do najgorszych form pracy dzieci, które to formy pracy powinny być zakazane.